# Jean-Paul Coche
Jean-Paul Coche (ur. 25 lipca 1947 w Nicei) – francuski judoka. Brązowy medalista olimpijski z Monachium.
Zawody w 1972 były jego pierwszymi igrzyskami olimpijskimi, brał udział także w IO 76. Po medal sięgnął w wadze do 80 kilogramów. Był brązowym medalistą mistrzostw świata w 1975. Trzykrotnie stawał na najwyższym podium mistrzostw Europy (1972, 1974, 1976). Zdobył szereg medali na mistrzostwach Francji, w tym siedmiokrotnie zostawał mistrzem kraju seniorów.